# Amata similis
Amata similis är en fjärilsart som beskrevs av Le Cerf 1922. Amata similis ingår i släktet Amata och familjen björnspinnare. Inga underarter finns listade i Catalogue of Life.